# Lanthes
Lanthes település Franciaországban, Côte-d’Or megyében. Lakosainak száma 255 fő (2022. január 1.). Lanthes Pagny-le-Château, Seurre, Bousselange, Chamblanc, Grosbois-lès-Tichey, Jallanges, Pourlans és Clux-Villeneuve községekkel határos.

## Népesség
A település népességének változása:
| Lakosok száma | 134  | 188  | 204  | 231  | 258  | 278  | 264  | 250  | 251  | 255  |
|               | 1968 | 1982 | 1990 | 2006 | 2013 | 2015 | 2017 | 2019 | 2020 | 2022 |